# 니치렌

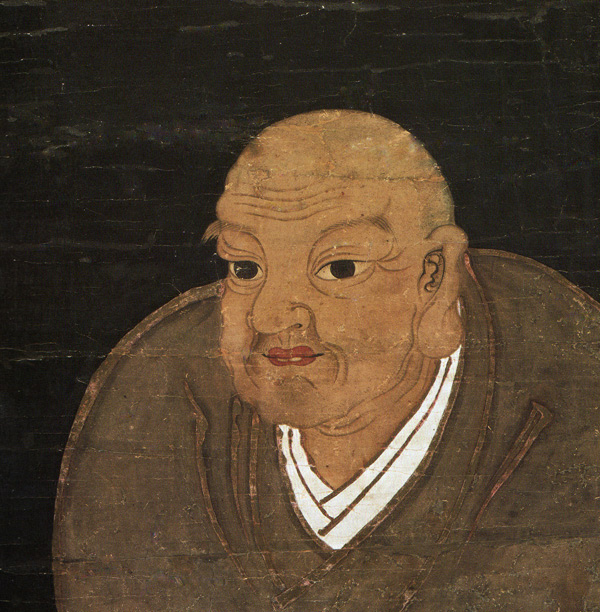

니치렌(일본어: 日蓮 일련[*], 조큐 4년〈서기 1222년〉 2월 16일〈O.S. 2월 28일, N.S. 3월 7일〉 - 고안 5년〈서기 1282년〉 10월 13일〈O.S. 11월 14일, N.S. 11월 21일〉)은 가마쿠라 시대의 불교 승려다. 가마쿠라 불교의 한 줄기이자 일본 전통불교 13종 가운데 하나인 일련종을 창시한 종조다.
분오 원년(서기 1260년) 7월 16일에 「입정안국론」을 가마쿠라 막부에 제출하여 국주간효(国主諫暁)를 행했다. 이 글에서 니치렌은 수많은 경전을 인용하여 자계반역난(내란)과 타국침핍난(외환)이 있을 것이라 예언하였다. 당시 몽골 제국이 전 세계를 침공하였고, 그 전 해인 1259년에는 이웃나라 고려가 몽골에 항복하였다. 니치렌은 남송에서 건너온 란케이 도류를 비롯한 도래승들과 교류하였기에 이에 근거하여 몽골의 침략을 예견했던 것으로 보인다.
니치렌은 다른 불교 종단을 격하게 비판하여, “건장사도 극락사도 수복사도 가마쿠라의 절이란 다 불태워 정화하고, 건장사의 란케이 도류도, 극락사의 료칸보 닌쇼도 목을 쳐서 유이가하마에 내걸어라”는 등의 극언을 많이 했다. 그 결과 당시 생불이라고 명망이 높고 막부의 신뢰도 두터웠던 닌쇼에게 고소를 당해, 어성패식목 제12조 위반 혐의로 최고형인 사도가섬 유배형에 처해졌다. 니치렌은 분에이 8년(서기 1271년)에 사도가섬으로 유배된 후, 분에이 11년(1274년) 사면받고 막부에 귀의 제안을 받았다. 그러나 막부의 뜻은 다른 종단과 더불어 나라를 위해 기원하고 빌어달라는 것이었기에 니치렌은 이를 일축하고 야마나시현의 미나부산으로 가 버렸다.
고안 4년(1281년) 몽골의 침략에 맞서 일본 측이 승리했다. 이듬해인 고안 5년(1282년) 10월 13일 위장병으로 입멸. 멸후인 엔분 3년(1358년) 일련종 승려 다이카쿠가 기우제로 비를 내린 공적을 인정받아 고코겐 천황이 일련종의 종조 니치렌에게 일련대보살(日蓮大菩薩)의 위(位)를 추증했다. 먼 훗날인 다이쇼 11년(1922년)에는 일련주의자 혼다 닛쇼 등의 탄원으로 다이쇼 천황에게 입정대사(立正大師)라는 시호를 추증받았다.

## 생애
※니치렌종에서는 니치렌의 사적을 그레고리력에 따라 축하하고 있습니다. 따라서 본문에서도 음력의 양력환산시의 율리우스력과 그레고리력을 차례대로 병기합니다.

### 깨달음에 이르기까지
조오 원년 2월 16일(2월 28일/3월 7일)에 아와 국(安房国) 나가사 군(長狭郡)의 도죠노사토(東条郷)의 헨카이(片海)에서 태어났는데, 어릴 적의 이름은 젠니치마로(善日麿) 혹은 야쿠오마로(薬王麿)였다고 한다. 아버지는 지금의 일본 시즈오카현(静岡県) 후쿠로이시(袋井市)의 누키나(貫名) 일족 출신으로서 미쿠니 대부(三国大夫)라 불리던 누키나 지로 시게타다(貫名次郎重忠), 어머니는 우메기쿠(梅菊)였다. 니치렌 자신은 『본존문답초(本尊問答抄)』에서 자신을 「아마비토(海人)의 아들」, 『사도 어감기초(佐渡御勘気抄)』에서 「바닷가의 시타라(施陀羅)의 아들」, 『선무외삼장초(善無畏三蔵抄)』에는 「편해(片海)의 돌 위의 천한 백성의 아들」, 『종종어진무어서(種種御振舞御書)』에는 「니치렌은 빈도(貧道)의 몸으로 태어났다」고 되어 있어, 신분이 그렇게 높지 않았던 것으로 보인다.
덴푸쿠(天福) 원년(1233년)에 세이쵸지(清澄寺)의 도센보(道善房)에 입문, 5년 뒤인 랴쿠닌(暦仁) 원년(1238년)에 출가하여 「시쇼보 렌초(是生房蓮長)」(시세이보是聖房라고도)라는 법명을 받는다. 간겐(寛元) 3년(1245년)에는 교토 히에이 산(比叡山)의 정광원(定光院)에 머무르며 슌보(俊範) 호인(法印)에게서 사사하고, 간겐 4년(1246년)에 미이데라(三井寺), 호지(宝治) 2년(1248년)에 야쿠시지(薬師寺), 닌나지(仁和寺), 고야산(高野山)의 오방적정원(五坊寂静院), 겐초(建長) 2년(1250년)에 덴노지(天王寺)와 도지(東寺)를 돌아보고 겐초 5년(1253년)에 세이쵸지로 돌아온다.
겐초 5년(1253년) 4월 28일(5월 26일/6월 2일) 아침, 해가 뜨는 방향으로 「남묘호렌게쿄(南無妙法蓮華経)」라는 제목을 외쳤는데, 이후 이 사건은 니치렌이 자신의 깨달음을 얻은 시초로서 입교개종(立教開宗)이라 불리게 된다. 이 날 정오에 세이쵸지의 지불당(持仏堂)에서 처음으로 자신이 깨달은 것을 설법하였으며, 법명도 니치렌(日蓮)으로 고치고, 세이쵸지의 주인(中院)・손카이(尊海) 승정(僧正)으로부터 혜심류(恵心流)의 전법관정(伝法灌頂)을 받았다고 전한다.

### 타 종파에 대한 배격과 사도 유배
겐초 6년(1254년)에 세이초지를 나온 니치렌은 막부의 거점이던 가마쿠라(鎌倉)로 가서 그곳을 드나드는 사람들을 대상으로 포교 활동을 시작했다. 쇼카(正嘉) 2년(1258년)에 실상사(実相寺)에서 《일체경》(一切経)을 열독하였으며, 분오(文応) 원년(1260년) 7월 16일(8월 24일/8월 31일)에는 이른바 입정안국론(立正安国論)을 지어, 전임 싯켄(執権)으로 막부의 최고 실력자였던 호조 도키요리(北条時頼)에게 보낸다.
주요 내용은 당시 빈발하던 지진, 이상기후, 역병, 기근 등 재해의 원인은 사람들이 정법(正法)인 법화경을 믿지 않고 진언밀교나 선종, 정토종 따위의 삿된 법을 믿는 데에 있으며, 이대로 그들을 내버려두었다간 국내에 조만간 큰 내란이 일어나고 외국으로부터의 침공이 있을 것이지만, 정법인 법화경을 중심으로 세운다면(立正) 국가와 국민 모두가 평안무사함을 얻을 것(安國)이라는 주장이었다. 이 입정안국론은 정토종 및 다른 불교 종파의 반발을 불러왔고, 40일 뒤인 8월 27일에 다른 종파의 승려 수천 인이 몰려와 니치렌이 머무르던 마쓰바가야쓰(松葉ヶ谷)를 습격해 암자를 불사르기도 했다. 니치렌은 간신히 문하의 승려 도키 쇼닌(富木常忍)이 있던 시모우사 국(下総国)의 나카야마(中山)로 달아나 목숨을 건진다. 암자를 습격한 배후에는 당시 그 자신이 선종 신자로서 가마쿠라의 종교계에서 실력자로 군림하던 도키요리나, 고쿠라쿠지(極楽寺)를 거점으로 6대 싯켄이 되는 호조 나가토키(北条長時), 오사라기 도모나오(大仏朝直, 호조 도모나오) 등의 호조 씨 인사와, 고쿠라쿠지 닌쇼(極楽寺忍性), 겐초지(建長寺)의 승려 란케이 도류(蘭渓道隆), 넨가 류추(念阿良忠) 등의 불교계 인사들이 있었다고 여겨지는데, 특히 입정안국론을 「정치 비판」으로 여긴 도키요리에 의해, 니치렌은 고초(弘長) 원년(1261년)에 이즈 국(伊豆国) 이토(伊東)으로 유배당한다.
유배된 니치렌은 가라스자키(烏崎) 바다의 「마나이타 바위(俎岩)」라 불리는 곳에 고립되지만, 야사부로(弥三郎)라는 이름의 어부에게 구조되어 1263년에 사면될 때까지 그곳에 머물렀다. 현재 가라스자키 북쪽 5백 m 지점에는 렌추쿠지(蓮着寺)라는 니치렌종 계열의 절이 위치하고 있다. 유배에서 풀려난 뒤에도 분에이(文永) 원년(1264년) 아와 국(安房国)의 고마쓰하라(小松原)에서 염불종 신자였던 지토(地頭) 도죠 가게노부(東条景信)에게 습격당해 왼팔과 이마에 부상을 당하고 문하의 구도 요시타카(工藤吉隆)와 교진보 니치요(鏡忍房日暁)를 잃기도 했다. 그러나 니치렌의 유배는 「가르침을 널리 전하는 자는 재난을 당한다」고 한 《법화경》의 구절과 일치하는 것으로 여겨져 「법화경의 행자(行者)」로서의 그의 자각만 깊게 하는 계기가 되었으며, 니치렌의 이즈 유배와 고마쓰하라에서의 위협은 하나의 법난(法難)으로 지칭되기도 한다.
니치렌은 싯켄 도키무네와 고케닌인 다이라노 요리쓰나(平頼綱), 승려 란케이 도류와 고쿠라쿠지(極楽寺)의 료칸(良観) 등에게 다시 글을 보내어 다른 종파와의 공적인 장에서의 대론(토론 대결)을 요구했다. 그리고 분에이 8년(1271년) 7월에 료칸과의 기우 대결에서 승리하나, 이를 인정하지 않은 료칸이 9월 렌아미다부쓰(念阿弥陀仏) 등의 승려들과 공동서명으로 니치렌을 막부에 고발하기도 했다. 니치렌은 사도(佐渡)로의 유배라는 명목으로 체포되어 고시고에(腰越)의 류노구치 형장(龍ノ口刑場)에서 처형될 위기에 처하기도 했으나 가까스로 처형만은 면했다. 10월에 열린 효죠슈(評定衆)에서 니치렌을 사도로 유배하는 것이 결정되고, 3년의 유배 기간 동안 니치렌은 《개목초》(開目抄), 《관심본존초》(観心本尊抄) 등을 저술하였다. 또한 법화만다라(法華曼荼羅)를 완성하기도 했다.
일본의 니치렌 연구자들은 사도 유배를 기점으로 니치렌의 교학(教学)이나 인생은 크게 바뀌었으며 니치렌의 인생은 사도 유배 이전과 이후로 나뉠 수 있다는 데에 의견이 일치한다.

### 입정안국론과 몽골 침공

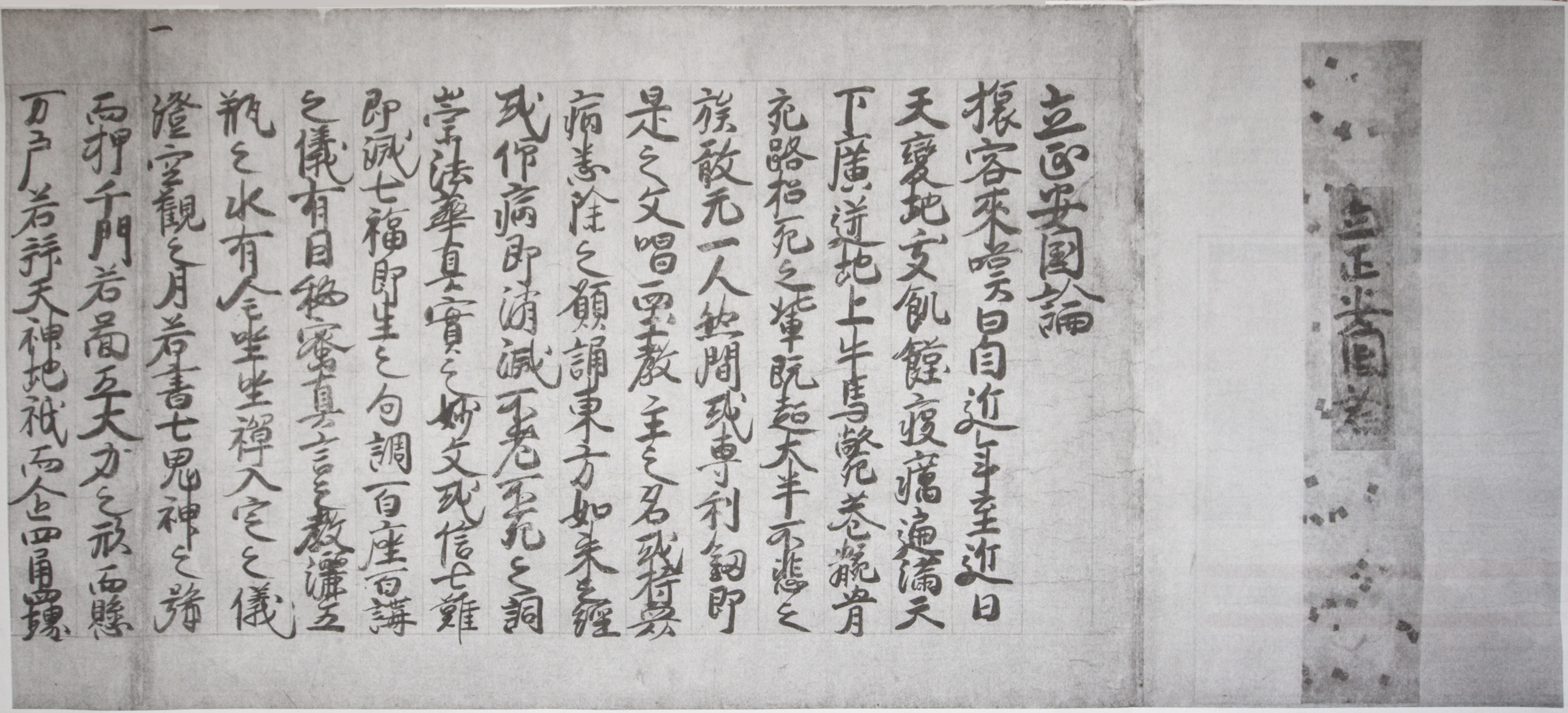
『입정안국론』권두부분. 니치렌의 자필로 현재 법화경사(法華経寺)에 소장되어 있으며, 일본의 국보이다.

분에이 11년(1274년) 봄에 니치렌은 사면되어 막부의 효죠쇼(評定所)로 소환되는데, 《찬시초(撰時抄)》에는 이때 몽골 내습이 언제 일어나겠느냐는 다이라노 요리쓰나의 질문에 니치렌은 「올해 안」이라고 대답했다고 한다. 이미 도키요리 사후인 분에이(文永) 5년(1268년) 몽골로부터 일본에 신하의 예를 갖추라는 강압적인 국서가 전달되고, 니치렌이 사면되어 다이라노 요리쓰나와 대면한 그 해에 여원연합군에 의한 제1차 일본 원정(분에이의 역)이 일어나면서, 앞서 니치렌이 입정안국론에서 언급한 '외국으로부터의 침공'은 현실이 되었다. 또한 일본 국내에서도 도키요리의 어린 아들인 도키무네(時宗)가 이복 형인 도키스케(時輔)를 죽이고, 교토 조정에서도 고후카쿠사 상황(後深草上皇)과 가메야마 천황(亀山天皇)이 갈등의 양상을 보이기 시작한다. 니치렌과 그 신자들에게 이는 입정안국론에서 이미 언급된 국난이었고 입정안국론은 이러한 사태가 도래하리라는 것을 미리 예견한 예언서로서 여겨지게 되었던 것이다. 이에 고무된 니치렌은 고안(弘安) 원년(1278년)에 다시 개정한 내용의 『입정안국론』을 두 번이나 더 막부에 제출하여, 모두 세 번에 걸쳐 법화경을 국가의 근본 종교로 세워야 한다는 진언을 올렸다. 이후 미노부(身延) 일대의 지토로 있던 난베 사네나가(南部実長)의 초청을 받고 미노부로 입산하여, 미노부 산을 봉납받고 규엔지(久遠寺)를 열었다.
생전에 니치렌은 많은 자필 편지를 제자나 신도들에게 보냈고 신도나 제자들도 이를 소중히 보관하여, 오늘날까지 니치렌의 진필로 확인된 저작이나 서한, 단편까지 포함하면 600점이 넘는 것으로 알려져 있다. 니치렌과 몽골 침공과 관련해, 제1차 일본원정(분에이의 역)이 있은 이듬해 겐지(建治) 원년(1275년) 5월 8일자의 이른바 「이치노타니 뉴도 문서(一谷入道御書)」라 불리는 문서에 니치렌 자신이 쓴 당시의 전문이 전해지고 있는데,
(前略)去文永十一年（太歳甲戊）十月ニ、蒙古国ヨリ筑紫ニ寄セテ有シニ、対馬ノ者カタメテ有シ、総馬尉等逃ケレハ、百姓等ハ男ヲハ或八殺シ、或ハ生取ニシ、女ヲハ或ハ取集テ、手ヲトヲシテ船ニ結付或ハ生取ニス、一人モ助カル者ナシ、壱岐ニヨセテモ又如是
(전략) 지난 분에이 11년(태세 갑술) 10월에, 몽고국에서 쓰쿠시(筑紫)를 기습하여, 쓰시마 섬 사람들이 이를 막다가 소마죠(総馬尉) 등은 달아나고, 백성으로서 남자는 살해당하거나 포로로 잡히고 여자들은 한데 붙들려서, 손을 잇대어 배 옆에다 널어놓고 혹은 산 채 끌려가도 도울 자 하나 없었으며, 이키(壱岐)에서도 또한 이와 같더라.— 이치노타니 뉴도 문서 중에서

앞서 니치렌이 사도에 유배당해있던 시절에 신세를 졌던 이치노타니 뉴도(一谷入道)의 뇨보(女房) 앞으로 보낸 편지의 후단 부분에서, 여원연합군에 점령당했던 쓰시마의 피해에 대해 언급하면서 쓰시마에 상륙한 몽골군이 소마죠 소 스케쿠니(宗資国) 이하가 거느린 슈고(守護) 세력을 격퇴하고 섬의 주민들을 학살, 생포한 주민들은 손을 묶어서 배의 외벽에다 널어놓았다고 적고 있다(손바닥을 꿴 것이 가죽인지 밧줄인지는 분명하지 않다). 다만 니치렌의 이 서한에만 나타나는 「손바닥을 꿰어」 운운한 부분이 실제로 이루어졌는지는 확실하지 않다. 니치렌 자신은 「이치노타니 뉴도 문서」 이후의 여러 편지에서 몇 번이나 분에이의 역에서의 여원연합군에 의한 피해, 그 과정에서 벌어진 약탈과 살육 등의 참상을 말하면서 조정과 막부가 니치렌 자신의 가르침을 따르지 않고 사람들도 남묘호렌게쿄를 믿고 올바른 생활을 하지 않으면 쓰시마나 이키에서 벌어진 것과 같은 몽골의 살육과 약탈이 교토와 가마쿠라에서 실현되어 나라는 망하고 말 것이라고 경고하고 있다. 겐지 2년(1276년) 윤3월 5일자로 묘미쓰(妙密)에게 보낸 편지에서 니치렌은 「일본국의 사람들은 법화경은 높여도 니치렌을 높이지 않는데 나무묘법연화경이라고 외어 지금 한 번, 두 번이나 대몽고국과 부딪치고 이키나 쓰시마에서처럼 남자는 맞아 죽고 여자는 짓밟혀서 교토와 가마쿠라까지 쳐들어와 국주(国主)와 대신(大臣), 백관들을 붙잡아 소와 말 앞에 꿇어앉혀 꾸짖을 때 다투어 나무묘법연화경이라고 외면 법화경의 제5권에서 말한 것처럼 니치렌의 얼굴을 몇 번이나 친들 니치렌은 아무 생각하지 않고 받아들일 것이고, 불경품(不軽品)처럼 몸을 맞추어 권지품(勧持品)처럼 귀하게 될 것이다」라고 적었다. 그러나 최근의 연구에 따르면 「이치노타니 뉴도 문서」 이후의 편지에서는 제1차 일본원정 때의 쓰시마, 이키에서의 피해와 참상을 수없이 언급하면서도 「포로의 손바닥에 구멍을 뚫어 끌고 갔다」는 것과 같은 기술은 보이지 않는 데에서, 정보가 서로 엇갈렸던 시기에 근거없는 풍문까지 편지에 적어넣은 것은 아니냐는 지적도 있다.
고안 4년(1281년)에 여원연합군에 의한 제2차 일본원정(고안의 역)이 일어나고, 이듬해 9월 8일(10월 10일/10월 17일)에 니치렌은 병을 얻었다. 지토 하키이 사네나가(波木井実長, 난베 사네나가)의 권유로 사네나가의 영지가 있는 히타치 국(常陸国)의 온천으로 향하던 니치렌은 10일 뒤인 9월 18일(10월 10일/10월 17일)에 무사시국(武蔵国) 이케가미 무네나카(池上宗仲)의 저택에 도착했고, 10월 13일(11월 14일/11월 21일) 진시(오전 8시경), 니치렌은 그곳에서 숨을 거두었다. 향년 61세였다.
죽기 전에 이케가미 집안의 저택이 있던 골짜기 뒤편의 산 위에 절을 짓고 초요산 혼몬지(長栄山本門寺)라 했으며, 죽기 5일 전에 제자 닛쇼(日昭), 니치로(日朗), 닛코(日興), 니치코(日向), 닛초(日頂), 니치지(日持)를 후계자로 정했는데, 이들은 훗날 육로승(六老僧)이라 불렸다.

### 사후
일반 신도를 위한 니치렌의 전기(伝記), 및 그가 남긴 편지 등의 문서 정리는 니치렌종 교단의 확대가 진전된 무로마치 시대(室町時代)부터 본격적으로 진행되었고, 오닌의 난(応仁の乱) 이후 니치렌종의 교세 확장과 함께 교단 안팎에서의 요청에 응하는 형태로 각종 전기집들이 성립되었는데, 그 중에서도 닛쇼(日朝)의 『원조화도기(元祖化導記)』와 엔메이인 닛슈(円明院日澄)의 『니치렌 성인 주화찬(日蓮聖人註画讃)』이 후대까지 모범이 되는 주요 니치렌 전기로서 쌍벽을 이루었다. 『원조화도기』는 니치렌의 편지를 주요 저본으로 삼아 역사적 인물로서의 니치렌상(像)을 분명히 드러내기 위한 학술적 성향이 높은 전기였다. 『니치렌 성인 주화찬』은 엔메이인 닛슈가 니치렌의 여러 편지와 세상에 퍼진 전설들을 합쳐 그림으로 표현한 에마키(絵巻) 형식의 전기로, 당시의 니치렌종 신자들이 품었던 초인적이고 이상적인 조사(祖師)로서의 니치렌의 모습에 부합하는 내용이었다. 특히 분에이의 역을 다룬 제59단 「몽고래(蒙古来)」장에서는 「이치노타니 뉴도 문서」를 주요 전거로 들었으며, 에도 시대에 이르기까지 일반적인 니치렌상의 형성에 강한 영향을 미친 것으로 평가받는다. 『니치렌 성인 주화찬』은 처음부터 니치렌 사후 2백 년이나 지난 때에야 편찬되었을 뿐 아니라 몽골 침공과 관련해서도 2차 사료에 해당했지만 에도 시대에 이르기까지 여러 번 출판되어, 쓰다 모토유키(津田元貫)의 『참고몽고입구기(参考蒙古入寇記)』나 하나와 호키이치(塙保己一)의 『형승초(螢蠅抄)』, 다치바나 모리베(橘守部)의 『몽고제군기변의(蒙古諸軍記弁疑)』 등 몽골 침략 연구서에서도 「실기(実記)」로 취급되며 무비판적으로 인용되는 경향이 있었다.
1891년(메이지 24년)에 이르러 처음 오쿠라 주칸(小倉秀貫)이 『고조유문록(高祖遺文録)』 등에 있던 니치렌의 편지에 대한 상세한 분석을 거치지 않고는 『니치렌 성인 주화찬』을 사료로 보기는 어렵다고 지적하였다. 오쿠라와 비슷한 시기인 1891년 11월에 야마다 안에이(山田安栄)는 일본 안팎에서 몽골 침략과 관련한 사료를 수집하여 『복적편(伏敵編)』을 지었고, 『복적편』은 기존의 『선린국보기(善隣国宝記)』나 『이칭일본전(異称日本伝)』, 『형승초』, 『몽고제군기변의』, 오오하시 도쓰안(大橋訥庵)의 『원구기략(元寇紀略)』 등 에도 시대 이전의 몽골 침략사 연구 성과를 비판적으로 계승하여 기존의 여러 인용 사료를 어느 정도 수용하면서도 그에 대한 자료적 비판이 이루어졌다는 평가를 받고 있다. 『복적편』이라는 책의 편찬 자체가 당시 후쿠오카 경찰서장을 맡고 있던 유치 다케오(湯地丈雄)의 주도하에 나가사키 사건(1886년)을 기점으로 진행되던 원구 기념비(元寇記念碑) 건립 운동가의 연계에서 이루어진 것으로서, 청일전쟁이라는 당시 일본의 긴박한 정세를 반영하여 에도 말기 양이(攘夷) 운동의 흐름을 이어받으면서도 자위(自衛)를 위한다는 국가주의를 표방한 야마다의 이상이 구현된 것이기도 했다. 야마다는 니치렌의 편지에서 언급된 「손바닥을 꿰어다 배에 걸었다」는 기록에 대해서도 『태평기(太平記)』나 『일본서기(日本書紀)』와의 비교를 통해, 포로가 된 사람들의 손목을 밧줄과 밧줄로 묶어서 이은 것이 아니라 손바닥을 꿰어서 줄을 엮고 그것으로 뱃전에 잡아 매단 것이라고 해석한다. 여기서 그치지 않고 야마다는 『일본서기』덴지기(天智紀)에 기록된 고려(여기서는 여원연합군의 일원으로 일본을 침공했던 후기 고려 왕조)의 전신(前身)격인 「백제」에서의 사례를 끌어다 「손바닥을 뚫어 꿰어서」라는 방식은 한반도에서 예로부터 이어진 전통적 행위라 주장하며, 쓰시마에서 벌어진 이러한 잔학한 행위는 오히려 몽골군이 아닌 고려군에 의해 자행된 것이라고 주장하기도 하였다.

## 니치렌 사상의 배경
니치렌은 가마쿠라 시대 불교의 최고학부인 천태종 히에이산 연력사에서 공부하였고, 천태종 승려라는 자각 하에 전교대사 사이초를 존숭하고 법화경을 신봉했다. 대표저서 『입정안국론』에도 “천태종 승려 니치렌이 쓰다(天台沙門日蓮勘之)”라고 적고 있다. 니치렌은 21세부터 32세까지 12년간 히에이산에서 수학하면서 사이초가 정한 천태종의 전통적인 수행법에 따라 수학했다.
니치렌은 시대가 이미 말법에 들어 있음을 확신하였고, 천태교학에서의 경전들 가운데 법화경이 최승(最勝)의 경전일진대 다른 종단들이 법화경의 최승을 부인하는 방법(謗法)을 범하고 있으며(정법비방), 천태종도 “사자 몸 속의 벌레들”에 의해 변질되고 있음을 비판하고 32세 때 나무묘법연화경의 홍통(弘通)을 개시하게 되었다.
니치렌은 사개격언(염불무간・선천마・진언망국・율국적)에서 나타나듯이, 선종(마왕), 진언종(망국), 진언률종(국적), 그리고 진언종의 가르침을 도입하여 밀교화하던 당시의 천태종도 비판하였으나, 특히 비판대상으로 삼았던 것은 정토종(무간지옥)이다. 니치렌이 태어난 조큐 4년(1222년)보다 10년 전인 켄랴쿠 2년(1212년)에 천태종에서 파생되어 나간 정토종의 종조 호넨보 겐쿠가 죽었는데, 호넨은 법화지상주의인 천태교학을 배웠으면서도 법화경보다 「정토삼부경」을 상위에 두고, 『선택본원연불집』을 저술하여 말법세상에서는 범부가 깨달음을 얻는 것은 불가능하고, 엄격한 수행을 하는 것도 무효이며, 그저 아미타불에게 내세에서의 구원을 청하는 나무아미타불 염불만이 유효한 가르침이라고 설하였다(타력본원 사상).
호넨의 『선택본원염불집』이 개판되자 연력사, 흥복사 등에서 많은 비판이 쏟아졌고(조겐의 법난), 묘에의 『최사륜』, 『최사륜장엄기』, 죠쇼의 『탄선택』 같은 비판서들도 나왔다. 니치렌 역시 이 정토종을 사교로 보고 격렬히 비판하였으며, 더 나아가 사교가 무가와 서민에게까지 퍼졌기에 수많은 재앙이 일본에 생겨날 것이고 머잖아 내란(자계반역난)과 외환(타국침핍난)에 의해 일본이 망하게 될 것이라고 생각하였다. 니치렌은 아미타불에 귀의하여 내세에서 극락정토로의 왕생을 추구할 것이 아니라, 현세(사바세계)에서 사바국토를 불국토로 만들어가는 것이야말로 올바른 가르침이며, 그러므로 아미타불이 아닌 본불 석존과 제천선신을 믿어야 한다는 사상을 전개, 나무아미타불의 염불에 맞서 나무묘법연화경의 제목(題目)으로써 대결하였다. 정통 일련종에서 분열되어 나간 일련정종에서 니치렌을 부처로 모시기에 니치렌 사상도 종종 오해를 받지만, 사실 니치렌은 철저한 석가모니 근본주의자였다.
그리고 「입정안국론」에서 예언한 내란(여러 반란들)과 외환(몽골의 침략)이 현실에 닥치자 니치렌은 자신의 생각에 확신을 얻고 다른 종단을 불태우고 종정들을 참수하라는 극언을 하기에 이른다. 하지만 몽골 침략이라는 국난에 대비하는 막부로서는 전국적으로 일치단결된 대응을 요구하는 가운데 니치렌의 이런 분열적 행보가 거슬리는 것이었고, 니치렌은 죄받아 죽을 뻔 했다가 절도유배형을 당한다.
이렇듯 니치렌 사상은 신비주의와 내세구복을 배격하고 강렬한 현실참여성을 갖고 있기에 근현대 들어서 세노오 기로, 기타 잇키, 다나카 지가쿠, 미야자와 겐지, 이시와라 간지 등 사회주의자와 파시스트를 넘나드는 불교 급진주의자들이 일련종 계열에서 많이 나왔다.

## 사상 및 교리

### 삼대비법
삼대비법이란 본문(本門)의 본존, 본문의 제목, 본문의 계단 세 가지를 말한다. 이는 불교 전반의 기본인 계정혜(戒定慧) 삼학을 니치렌 불교에 적용한 것이다. 「법화취요초」, 「보은초」, 「삼대비법초」 등에서 그 내용을 설한다. “본문의”라는 말이 붙는 것은 니치렌이 밝힌 법이 종래의 불교를 초월했다는 취지다. 다만 삼대비법의 해석에 대해서는 일련종 안에서도 종파에 따라 큰 차이가 있다.
정작 「삼대비법초」는 예로부터 진위 미결의 유문(遺文)이다. “삼대비법”이라는 말은 「삼대비법초」를 제외하고는 사용례가 없으며, 유일하게 「소곡입도전허어서」에서 “일대비법(一大秘法)”이라는 용례가 발견된다.
본문의 본존
본문의 본존이란 신앙과 예배의 대상을 말한다. 일련종에서 본문의 본존의 실체는 “수원실성본사석가모니불(久遠実成本師釈迦牟尼仏)”, 즉 법화경 수량품문상에서 설하는 오백진점겁성도의 석가불이라고 한다. 구체적인 본존의 형태로는 문자 만다라, 일존사사(석가불상 좌우에 4보살상을 안치하는 형태), 이존사사(석가여래, 다보여래상 좌우에 4보살상을 안치하는 형태)가 좋다고 한다.
반면, 일련정종 등 닛코문류 종단에서는 대부분 불상을 본존으로 인정하지 않고 문자 만다라만을 인정하고 만다라와 니치렌이 일체불이(一体不二)라고 한다. 만다라를 법본존, 니치렌을 인본존으로 하는 것이다. 그 배경에는 정통 일련종이 법화경에서 설한 석가불을 본불(교주)로 하는 것(석가본불론)에 비하여, 일련정종에서는 석가불은 정법시대의 부처이고 니치렌이 말법시대의 부처라고 보는(일련본불론) 차이가 있다.
본문의 제목
본문의 제목은 나무묘법연화경이며, 또한 본문의 본존을 신수(信受)하여 나무묘법연화경이라고 영창하는 행위를 말한다. 나무아미타불 염불과 비슷하지만 니치렌이 정토염불사상에 적대적이었고 부처가 아닌 불경에 귀의한다는 의미이므로 염불이 아니라 제목(題目), 그것을 외우는 것을 제목봉창이라고 한다.
나무묘법연화경이라는 말은 니치렌 이전에도 존재했다. 그 경우 이 말은 묘법연화경이라는 경전에 귀의하는 것을 의미하지만, 니치렌은 묘법연화경은 법화경의 이름이 아닌 법체로 심(心), 의(意)하였다. 니치렌은 묘법연화경 28품을 “광(広)”, 방편품・수량품을 “략(略)”, 나무묘법연화경을 “요(要)”로 위치지었다. 즉, 니치렌에게 나무묘법연화경은 단순히 묘법연화경이라는 경전에 귀의한다는 데 그치지 않고 말법의 중생을 성불시키는 근원의 법(묘법) 그 자체를 의미한다.
본문의 계단
계단(戒壇)이란 종래 불교에서는 승려의 구족계를 주는 수계의식을 행하는 장소를 의미했지만, 일련불교에서 계단이란 본문의 본존을 안치하고 나무묘법연화경 제목봉창을 행하는 장소를 의미한다. 니치렌이 직접 쓴 것이 확인되는 「법화행자치난사」, 「법화취요초」, 「보은초」에서는 “본문의 계단”이라고 이름만 적어놓고 그것이 의미하는 내용은 언급하지 않고 있다. 「삼대비법초」에서는 “본문의 계단”이 아니라 “수량품의 계단”이라고 기록되어 있다.
또한 「삼대비법초」에는 묘법이 퍼졌을 때 최승의 땅에 계단을 건립해야 한다는 교시가 있다. 이 계단은 교단이 목표로 삼아야 하는 이상을 나타낸 것이라 여겨진다.

### 오의 (오강)
오의(五義)는 오강(五綱)이라고도 하며, 니치렌 특유의 교판이다. 교판은 교상판석(教相判釈)의 약자로, 여러 경전의 우열을 비교검토하여 자신의 종지 건립의 정당성을 나타내는 것을 말한다. 「교기시국초」, 「현방법초」, 「남조병위칠랑전어서」 등에 설하고 있다. 「현방법초」에서 오의는 “행자, 불법을 넓히는 용심(用心)”이라고 하는 것처럼 불법홍통을 위해 유의해야 하는 판단기준이기도 하다. 일반 교판이 주로 교리에 관한 판정인 데 비하여, 니치렌의 오의는 교리(교) 뿐 아니라 중생이 가르침을 받아들이는 능력(기), 시대의 특질(시), 그 나라의 국정(국), 그전까지 퍼진 가르침(교법유포의 선후)를 종합적으로 판단하는 기준이라는 특징이 있다.
교(敎)
어떤 가르침이 중생을 행복으로 이끄는 적절한 가르침인지 판정하는 것. 니치렌은 “오중(五重)의 상대”, “오중삼단(五重三段)” 등을 통해 나무묘법연화경이야말로 말법에 널리 흥해야 할 교라고 했다.
기(機)
가르침을 받아들이는 중생의 종교적 능력인 기근(機根)을 판정하는 것. 니치렌은 말법의 중생은 석존재세의 결연을 갖지 않고 나무묘법연화경에 의해서만 성불할 수 있는 기근의 중생이라고 하였다.
시(時)
이 시란 불법 상의 때이며, 오늘날은 종래의 불교로는 중생을 구제할 수 없는 제5의 500세, 즉 말법임을 아는 것을 말한다.
국(国)
그 나라의 국정을 알고 불법을 유포하는 것을 말한다. 니치렌은 잃본이 법화경에 유연(有縁)한 나라라고 하였다.
교법유포의 선후(教法流布の先後)
먼저 퍼진 가르침을 알고 나중에 퍼뜨릴 가르침을 판단하는 것. 니치렌은 후에 퍼뜨릴 가르침은 앞서 퍼져 있는 가르침보다 더 깊은 가르침이어야 한다고 하였다.

## 같이 보기
- 니치렌종
- 일련정종